# SNK Corporation
SNK Corporation (dal 2003 al 2016 SNK Playmore) è un'azienda giapponese produttrice di videogiochi, inizialmente arcade, diventando una protagonista del periodo d'oro delle sale giochi, e successivamente per console casalinghe.
Fondata nel 22 luglio 1978 come Shin Nihon Kikaku (新日本企画? Nuovo Progetto Giapponese) da Eikichi Kawasaki, è diventata famosa nel corso degli anni grazie ai videogiochi e console Neo Geo e alle serie di giochi arcade Metal Slug, The King of Fighters, Samurai Shodown e Fatal Fury.
Dal 2022 la maggioranza delle azioni dell'azienda è di proprietà della EGDC, sussidiaria del fondo Saudita Misk Foundation.

## Storia

### La creazione e le prime attività

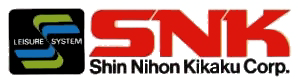
SNK: Shin Nihon Kikaku Corp. Logo dal 1982 al 1986 combinato con il logo originale "S" del 1978

All'inizio degli anni 1970 Eikichi Kawasaki, un ex pugile, gestiva un negozio di caffè e una società di costruzioni e ingegneria civile a Osaka. Nel 1973 acquisì una società di impianti elettrici a Kōbe, creando la Shin Nihon Kikaku. Quando Kawasaki notò la rapida crescita del mercato dei videogiochi a gettoni, ampliò la Shin Nihon Kikaku per includere lo sviluppo e la commercializzazione di giochi coin-op. Il 22 luglio 1978 la società venne ricostituita come Shin Nihon Kikaku Corporation, con sede a Higashiōsaka, e iniziò a produrre una serie di cloni di Breakout chiamati Micon Kit.
L'azienda entrò in modo rilevante nel mercato dei videogiochi arcade nel 1979 con lo sparatutto verticale Ozma Wars; simile a Space Invaders, ebbe un discreto successo grazie alla moda lanciata da quest'ultimo. Seguì il gioco di guida Safari Rally (1980) e nel 1981 il primo classico dell'azienda, lo sparatutto a scorrimento orizzontale Vanguard, uno dei fondatori del genere.
Nel periodo tra il 1979 e il 1986 SNK produsse 23 diversi giochi arcade che raccolsero un discreto successo, tale da portare SNK all'apertura, il 20 ottobre 1981, di una filiale negli Stati Uniti d'America. La SNK Corporation of America, situata vicino a San Diego, fu affidata alla gestione di successo di John Rowe. Di quel periodo si ricordano Vanguard, Street Smart, Mad Crash, Alpha Mission, Athena e Ikari Warriors; quest'ultimo fu il titolo di maggior successo, del quale SNK produsse due seguiti (di cui uno nello stesso anno), portando poi la riproduzione sulla maggior parte delle console di gioco dell'epoca.
Nel 1985, di fronte a una situazione di mercato che vedeva dominare il NES in tutto il mondo, SNK decise di avviare la conversione per la console Nintendo dei propri titoli arcade più importanti; a tale scopo, aprì successivamente una seconda filiale negli USA, la SNK Home Entertainment, che aveva il compito di distribuire sul mercato americano le nuove produzioni per il NES. Tra il 1989 e il 1990 SNK produsse in esclusiva per Nintendo due nuovi giochi, Baseball Stars e Crystalis: il primo introdusse la funzione manageriale all'interno dei giochi sportivi; il secondo, pur restando ignorato dal grande pubblico, venne titolato dalla stampa dell'epoca come il rivale di The Legend of Zelda della Nintendo.

Logo utilizzato dal 1988 al 2001

Nell'aprile del 1986, Shin Nihon Kikaku Corporation divenne ufficialmente SNK Corporation. Nel novembre 1986 la SNK Electronics Corporation, la filiale statunitense, divenne SNK Corporation of America e si trasferi a Sunnyvale, ancora in California.
Lo staff della SNK si trasferì nel marzo 1988 nell'edificio fatto costruire a Suita, sempre a Osaka.

### Il successo del Neo Geo
Dal 1990 cominciò la svolta che portò SNK al massimo successo: il lancio del Neo Geo MVS (abbreviazione di Multi Video System) sul mercato arcade. Si trattava di un sistema in grado di contenere insieme nello stesso cabinato uno, due, quattro o sei giochi, che potevano essere cambiati come semplici cartucce da console, facilitando il lavoro ai gestori delle sale giochi e ottenendo per questa ragione un grande successo sin dal debutto. Il successo del sistema dipese anche da altri fattori, come l'economicità rispetto alle altre schede arcade e alla qualità di giochi compatibili, come Nam-1975, Magician Lord e Cyber-Lip, che già nel 1990 garantivano al Neo Geo una line-up di tutto rispetto.

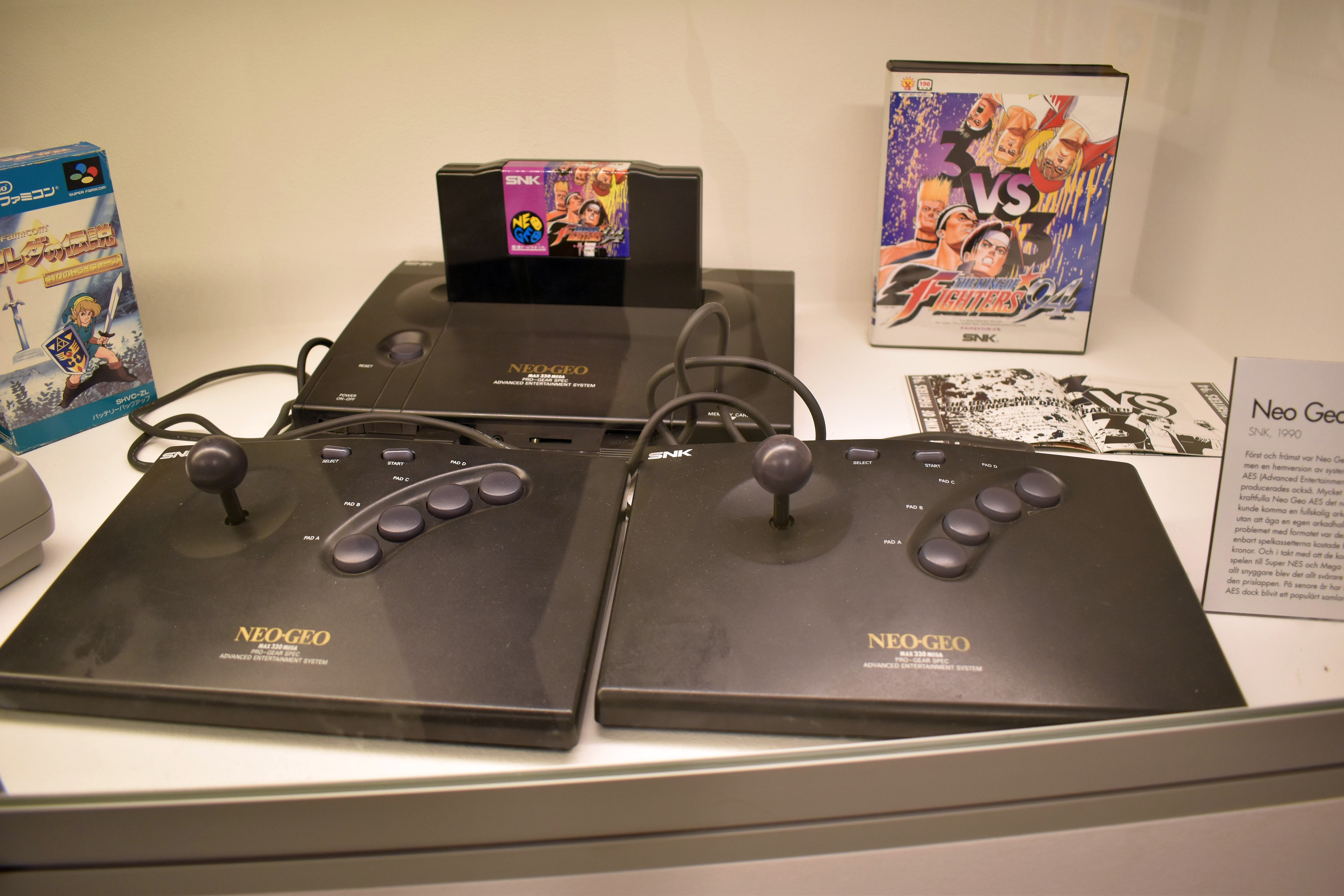
Neo Geo AES allo Spelmuseum di Stoccolma

Nello stesso periodo, SNK decise di mettere in commercio una versione casalinga del suo MVS: il Neo Geo AES (abbreviazione di Advanced Entertainment System), controparte perfetta dei giochi usabili dal cabinato in sala, che sminuiva i compromessi tecnici caratterizzanti le conversioni sulle altre console casalinghe dell'epoca. Il sistema era molto più potente rispetto alle console in commercio, seppur caratterizzato da un prezzo altissimo, dovuto alla volontà di destinare la console a un mercato di nicchia. Alla data di lancio, il sistema veniva venduto al prezzo di $ 599 in bundle con un gioco a scelta tra Nam-1975 e Baseball Stars Professional. Pochi mesi dopo il prezzo venne abbassato a $ 399 e venne aggiunto un nuovo bundle contenente Magician Lord, un prezzo che nel complesso risultava una convenienza rispetto ad altri sistemi che per il solo gioco potevano chiedere anche $ 200. Inizialmente il sistema era supportato solo da SNK e dalla succursale ADK, ma nel corso degli si affiancarono altre case, in particolare Taito (con i suoi due Puzzle Bobble) e Data East (Windjammers, Magical Drop e Spin Master), oltre ai due gruppi di programmatori provenienti da Irem acquisiti in seguito da SNK, ovvero Nazca (Metal Slug e Neo Turf Master) e Yumekobo (Prehistoric Isle 2 e Blazing Star).
Nonostante il successo commerciale dei due sistemi Neo Geo, SNK fece una serie di scelte commerciali poco felici. Nel 1994 mise in commercio il Neo Geo CD, versione da casa dell'ormai celebre sistema arcade, che a differenza dell'AES leggeva i giochi su CD e non su cartucce. Sulla carta il CD doveva essere un supporto migliore rispetto alle cartucce, per via della sua economicità e della sua maggiore capienza. Tuttavia la qualità del sistema si rivelò inferiore rispetto alle altre due macchine Neo Geo: innanzitutto il passaggio di un gioco dal formato MVS a AES era fondamentalmente diretto, mentre il passaggio su CD avveniva tramite conversione, allo stesso modo necessario a convertire un arcade per una qualsiasi altra console; mentre le versioni AES risultavano in tutto e per tutto identiche alle controparti MVS, nelle versioni CD in alcuni casi mancavano piccoli particolari grafici e sonori, e soprattutto avevano tempi di caricamento lunghissimi. Spesso gli sviluppatori aggiungevano degli extra, come colonne sonore riarrangiate e gallerie di artwork, per compensare. Ciò che decretò il fallimento del progetto Neo Geo CD fu la sua data di uscita: nel 1994 il Neo Geo CD si prestava a competere con la generazione dei 32 bit, rendendo di fatto il sistema già obsoleto di partenza.
Nel 1997 SNK progettò e mise sul mercato una nuova scheda arcade, l'Hyper Neo Geo 64, pensata per giochi sia bidimensionali che quelli tridimensionali, ma che di fatto conobbe solo giochi 3D. L'Hyper Neo Geo 64 si rivelò un grosso buco nell'acqua, infatti vennero prodotti solo pochi giochi e il sistema venne accantonato dopo solo due anni. Il problema più grosso dell'Hyper Neo Geo 64 era la scarsa qualità grafica in 3D rispetto alle schede arcade di SEGA e Namco, che oltretutto garantivano conversioni quasi perfette sulle console casalinghe dell'epoca.
Per riparare i precedenti insuccessi commerciali, SNK scelse la via più difficile, ovvero sfidare Nintendo sul mercato delle console portatili, dove in precedenza tutti i concorrenti avevano fallito. Nel 1998 uscì in Giappone il Neo Geo Pocket, un sistema leggermente più potente del Game Boy di Nintendo, che dovette però sin da subito competere con il Game Boy Color, che aveva il grosso vantaggio di montare uno schermo a colori. Per porre rimedio, SNK nello stesso anno pubblicò un nuovo sistema portatile, il Neo Geo Pocket Color, che raggiunse i mercati europei e americani nel 1999. Se all'apparenza il Neo Geo Pocket Color può sembrare un sistema fallimentare, in realtà la possibilità di essere collegato tramite cavo al Dreamcast di SEGA e la popolarità dei franchise SNK ne fecero il miglior avversario del GameBoy dai tempi del Game Gear. Nonostante le buone vendite del sistema a colori, il Neo Geo Pocket, in bianco e nero, si rivelò un autentico spreco di risorse, rovinando i progetti di SNK nel mercato dei portatili.
Nel contempo, SNK aveva continuato a lavorare sui Neo-Geo MVS e AES, sviluppando diverse serie famose, quali Metal Slug, The King of Fighters, Art of Fighting, Fatal Fury, Samurai Shodown e The Last Blade.

### Il fallimento
Nonostante il successo perdurato nel tempo delle prime macchine Neo-Geo e delle serie di videogiochi compatibili, la società non riuscì a salvarsi dalla bancarotta, data soprattutto dalle sfortunate scelte commerciali: alla fine del 2000 SNK era andata in rosso di due miliardi di Yen, chiudendo prima la filiale statunitense per poi fallire e cedere marchio e diritti alla Aruze, casa produttrice di macchine da Pachinko.
Dopo il fallimento di SNK, Eikichi Kawasaki fondò con altri 5 ex membri di SNK una nuova casa, la Brezzasoft. Nel frattempo Aruze decise di uscire dal mercato dei videogiochi e di utilizzare i personaggi di SNK per pubblicizzare le sue pachislot e cercare di convertire il Neo Geo MVS in una macchina simile ad una slot machine. Per questa ragione Aruze vendette i diritti per lo sviluppo delle saghe di Metal Slug e The King of Fighters a Brezzasoft e quelli di Crystalis a Nintendo, che fece un remake del gioco su Game Boy.
Nel frattempo Brezzasoft si era appoggiata a team di sviluppo esterni, tra i quali Noise Factory in Giappone ed Eolith e Mega Enterprise in Corea, per continuare la produzione di giochi per Neo Geo. Nel 2002 Kawasaki fondò una nuova compagnia, Playmore, che si introdusse nel mercato dei Pachinko per recuperare fondi. La compagnia acquisì Brezzasoft e Sun Amusement, un'azienda operante nel mercato arcade, e pubblicò i seguiti della serie di The King of Fighters e Metal Slug, in modo da riacquisire notorietà nel mercato videoludico.

### La ricostituzione e il cambio di nome

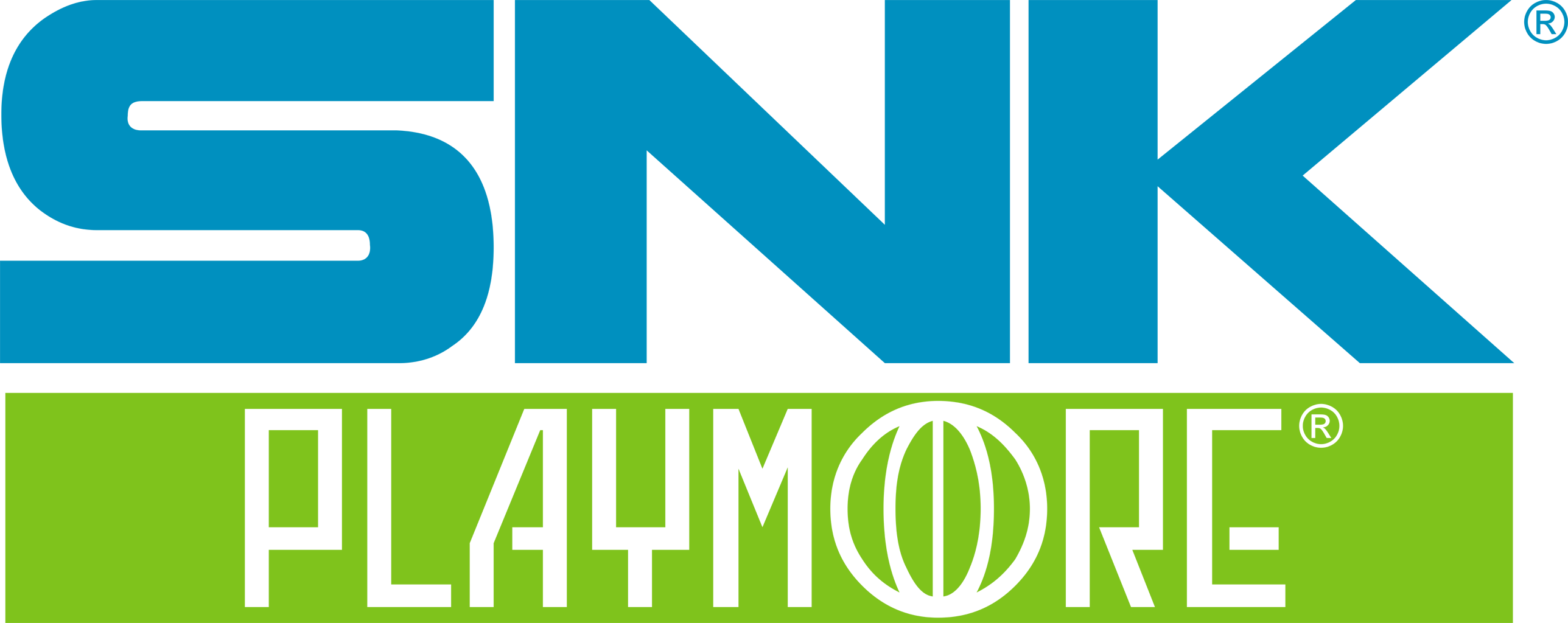
Logo utilizzato dal 2003 al 2016.

Nel 2003 Kawasaki riacquisisce i diritti sul marchio SNK, fonda la nuova filiale americana SNK Neo Geo USA (oggi SNK USA) e rinomina Playmore come SNK Playmore. Nello stesso anno e quello seguente, SNK Playmore pubblica gli ultimi titoli per Neo Geo, macchina che con un ciclo vitale di ben quattordici anni diventa l'hardware videoludico più longevo della storia.
Dal 2004 a oggi SNK Playmore ha sviluppato 5 giochi sulla scheda di Sega Sammy Atomiswave e le versioni tridimensionali di The King of Fighters e Metal Slug, destinate esclusivamente al mercato delle console.
A partire dal 2008 SNK Playmore ha sviluppato 2 giochi sulla scheda Taito Type X, e dal 2009 ha cominciato a sviluppare giochi per la scheda Taito Type X2 con il suo primo gioco in HD The King of Fighters XII, seguiti da Samurai Shodown Sen, The King of Fighters: Maximum Impact Regulation A e The King of Fighters XIII.
Nel marzo 2015 Leyou Technologies Holdings ha presentato un documento di divulgazione di interesse per la borsa di Hong Kong, evidenziando un "possibile investimento in un noto sviluppatore di videogiochi giapponese". Nel mese di agosto, il colosso cinese del gaming web mobile 37Games, insieme ad una società di gestione del risparmio, Orient Securities, hanno annunciato un investimento in joint venture in Ledo Millennium, una controllata di Leyou Technologies. Attraverso Ledo, la joint venture ha acquisito l'81,25% del capitale di Kawasaki in SNK Playmore per 63,5 milioni di dollari. Il motivo riconducibile all'acquisizione è stato quello di ottenere i diritti sulla proprietà intellettuale di SNK Playmore, per consentirne lo sviluppo, seguendo l'approccio di Marvel, ai mass media, con giochi, fumetti, cinema e televisione.
Ad acquisto completato, SNK ha mostrato un cambio repentino della strategia societaria, focalizzandosi sulla produzione di pachislot e giochi per cellulari rispetto ai suoi tradizionali giochi per console e arcade. The King of Fighters XIV, il primo della serie in più di mezzo decennio, è stato annunciato al Sony Computer Entertainment Press Conference per il Tokyo Game Show 2015 e ha partecipato alla Playstation Experience 2015. Nello stesso anno, l'azienda ha annunciato che si sarebbe ritirata dal mercato delle pachislot, per concentrarsi su console e mobile gaming.
Dal 25 aprile 2016 SNK ha rimosso il nome "Playmore" dal suo logo e reintrodotto il suo slogan originale, "The Future Is Now", per simboleggiare "un ritorno alla ricca storia di gioco di SNK". Il 1º dicembre 2016, SNK Playmore ha cambiato ufficialmente la propria ragione sociale in SNK Corporation.

### Acquisizione da parte della EGDC
Nel novembre 2020 la Electronic Gaming Development Company, sussidiaria del fondo Saudita Misk Foundation creato dal principe Mohammad bin Salman Al Sa'ud, esprime il proprio interesse nell'avviare una scalata per l'acquisizione della maggioranza delle azioni SNK: la EGDC prima nel marzo 2021 acquista il 33,3% dell'azienda nipponica, e poi arriva nel 2022 a possederne il 96,18%.

## Videogiochi
Serie principali:
- The King of Fighters
- Ikari Warriors
- Sengoku
- World Heroes
- Metal Slug
- Fatal Fury (Garou Densetsu)
- Art of Fighting (Ryuuko no Ken)
- The Last Blade (Gekka no Kenshi)
- Samurai Shodown (Samurai Spirits)
- Super Sidekicks
- Doki Doki Majo Shinpan!